# Pic du Bengale
Dinopium benghalense
Espèce
Statut de conservation UICN

 LC  : Préoccupation mineure
Le Pic du Bengale ou Petit Pic du Bengale à dos dʼor (Dinopium benghalense) est une espèce d'oiseau de la famille des Picidae, dont l'aire de répartition s'étend sur le Pakistan, l'Inde, le Népal, le Bhoutan, le Sri Lanka, le Bangladesh et la Birmanie.

## Liste des sous-espèces
- Dinopium benghalense benghalense (Linnaeus, 1758)
- Dinopium benghalense dilutum (Blyth, 1852)
- Dinopium benghalense jaffnense (Whistler, 1944)
- Dinopium benghalense psarodes (A.A.H. Lichtenstein, 1793)
- Dinopium benghalense puncticolle (Malherbe, 1845)
- Dinopium benghalense tehminae (Whistler & Kinnear, 1934)

## Galerie de photos

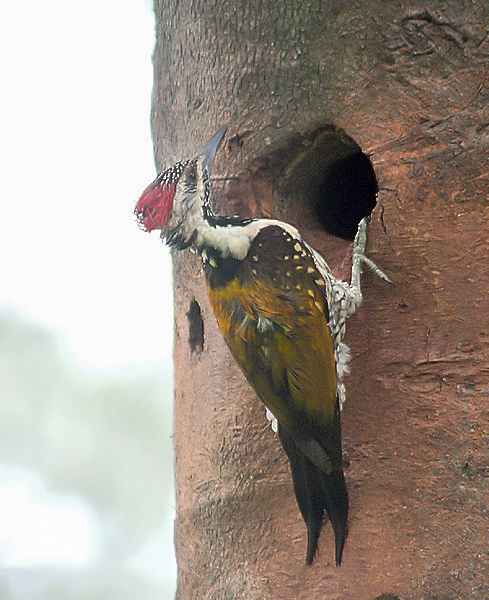
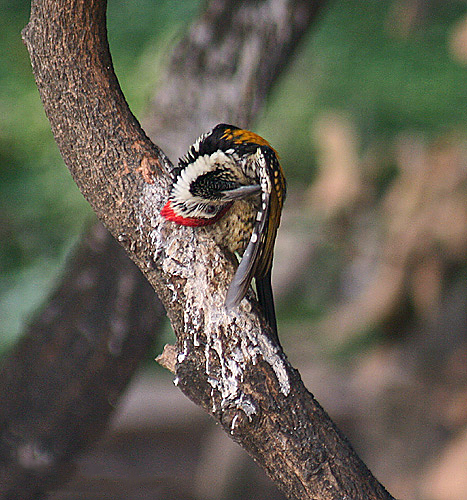
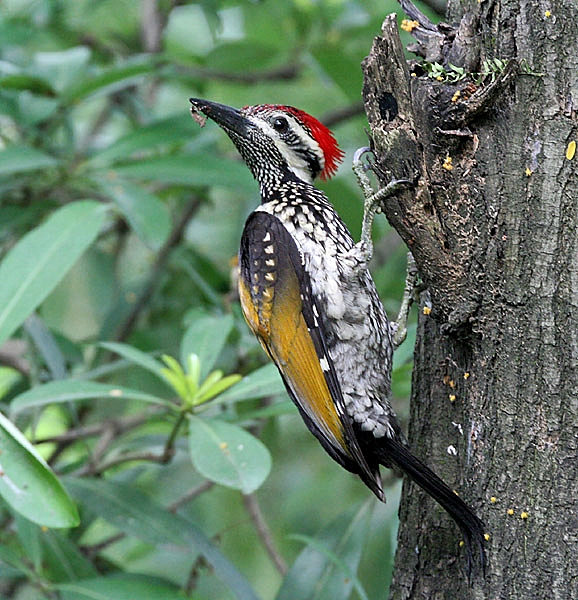
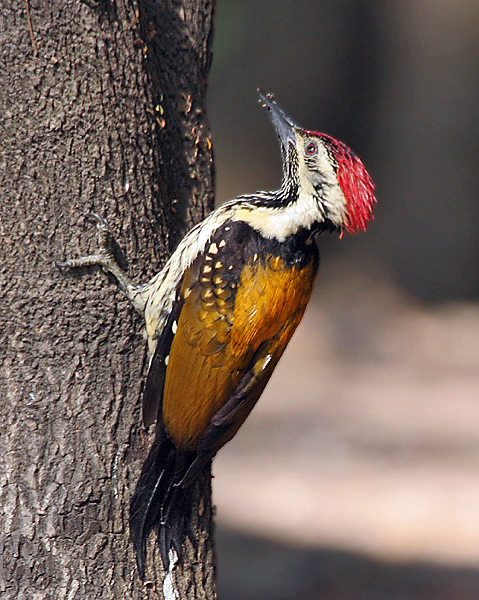
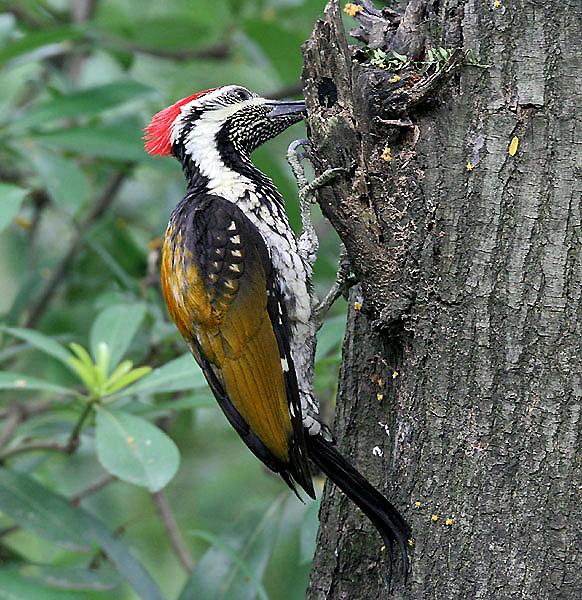
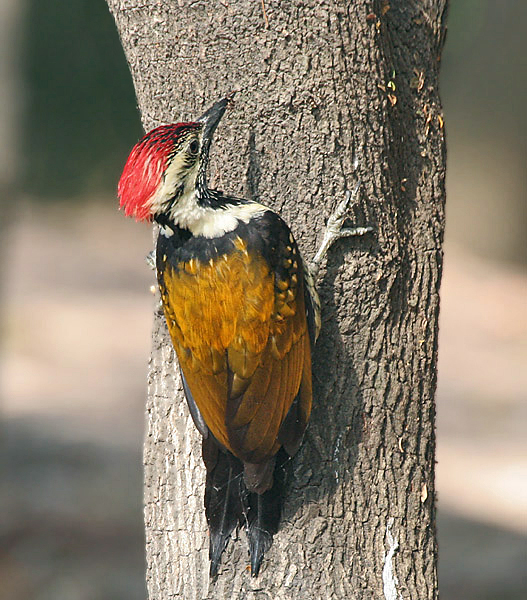
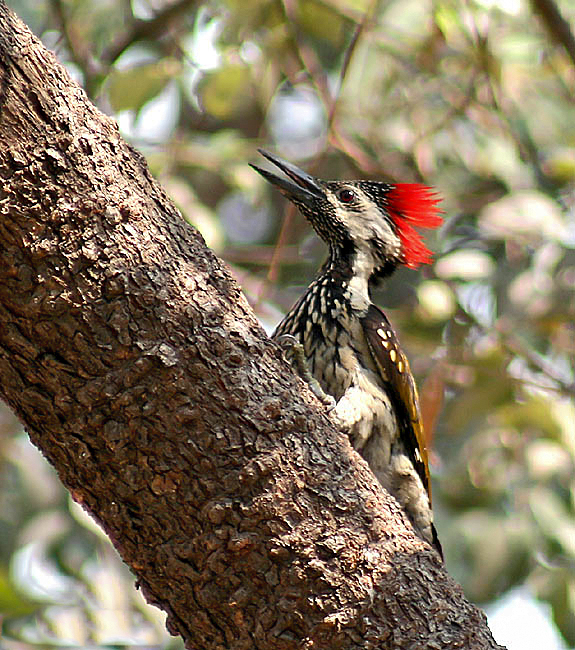
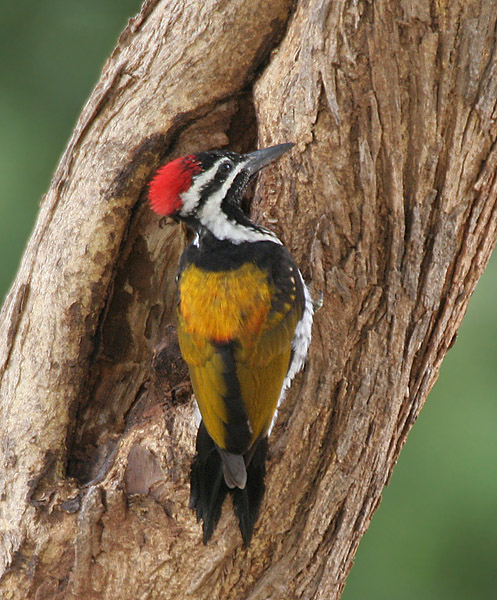
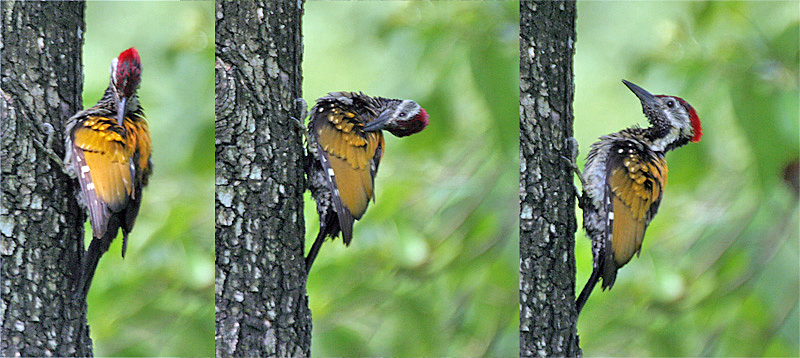
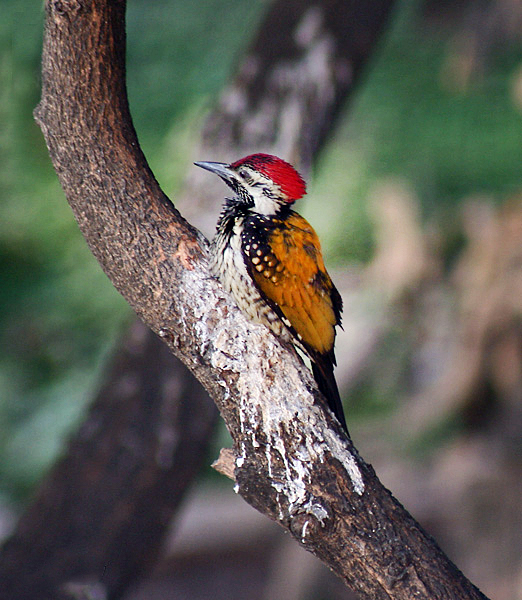